# Montecosaro
Montecosaro ist eine italienische Gemeinde mit 7395 Einwohnern (Stand 31. Dezember 2023) in der Provinz Macerata in den Marken. Die Gemeinde liegt etwa 14,5 Kilometer östlich von Macerata und etwa 7 Kilometer westlich der Adriaküste. Montecosaro grenzt unmittelbar an die Provinz Fermo. Südlich begrenzt der Chienti die Gemeinde.
Die Gemeinde ist Mitglied der Vereinigung I borghi più belli d’Italia (Die schönsten Orte Italiens).

## Geschichte
Die Basilika von Montecosaro wurde 1125 errichtet.

## Verkehr
Durch die Gemeinde verläuft die zu einem Schnellweg ausgebaute Strada Statale 77 della Val di Chienti (auch: Raccordo Autostradale Tolentino-Civitanova Marche). Auch die frühere Strada Statale 485 Corridonia Maceratese führt durch das Gemeindegebiet, sie ist aber inzwischen zur Provinzstraße herabgestuft und verläuft weitgehend parallel zur Strada Statale 77.
Der Bahnhof von Montecosaro liegt an der Bahnstrecke von Civitanova Marche nach Fabriano.

## Söhne und Töchter der Gemeinde
- Romolo Marcellini (1910–1999), Regisseur
- Anita Cerquetti (1931–2014), Sopranistin